# Долгое-долгое детство (фильм)
«До́лгое-до́лгое де́тство» (баш. Оҙон-оҙаҡ бала саҡ) — российский кинофильм 2005 года. Экранизация одноименной автобиографической повести башкирского писателя Мустая Карима.

## Краткое содержание
Главный герой фильма по прозвищу Пупок — мальчик из башкирского аула, чье детство пришлось на 1920-е годы. Фильм рассказывает о мире его детства: о семейном укладе, жизни села, традиционном башкирском обществе той эпохи, о судьбах людей, чья жизнь пришлась на трудное время.
Взрослея, главный герой проходит через Великую Отечественную войну. Фильм рассказывает о трудном пути становления его характера и том, как главный герой становится писателем, избрав путь служения своему народу.

## История создания
Кинорежиссёр Булат Юсупов задумал экранизацию книги башкирского классика ещё в 1996 году. Из-за недостаточного финансирования проект несколько раз оказывался на грани срыва. В 2003 году режиссёр серьёзно сократил сценарий фильма и успешно завершил съёмки.
Фильм участвовал в конкурсной программе международного кинофестиваля мусульманского кино «Золотой Минбар» в Казани в 2006 г.

## В ролях
| Актёр                | Роль             |
| -------------------- | ---------------- |
| Айдар Закирьянов     | Пупок-детство    |
| Ильмир Идрисов       | Пупок-взрослый   |
| Егор Сурганов        | Асхат            |
| Вакиля Калмантаева   |                  |
| Фанзиль Мухаметдинов |                  |
| Рушанна Бабич        | Людмила          |
| Нагим Нургалин       | Талип            |
| Расуль Карабулатов   | Марагим          |
| Лейсан Акназарова    |                  |
| Гульшат Гайсина      |                  |
| Сара Буранбаева      |                  |
| Ильсур Хабиров       |                  |
| Диана Кулик          |                  |
| Вакиль Юсупов        |                  |
| Азамат Абузаров      | Младший Хамитьян |

## Съёмочная группа
- Авторы сценария: Магафур Тимербулатов, Булат Юсупов
- Режиссёр: Булат Юсупов
- Оператор-постановщик: Анатолий Лесников
- Художник-постановщик: Дмитрий Хильченко
- Композитор: Владислав Савватеев
- Продюсеры: Раис Исмагилов

## Интересные факты
Съёмки фильма происходили в деревне Баишево Баймакского района Башкортостана. Для съёмок из Белорецка был доставлен винтажный автомобиль ГАЗ-М-1.
Военные сцены снимались на полигоне Алкино-2.